# Hannes Beckmann (Musiker)

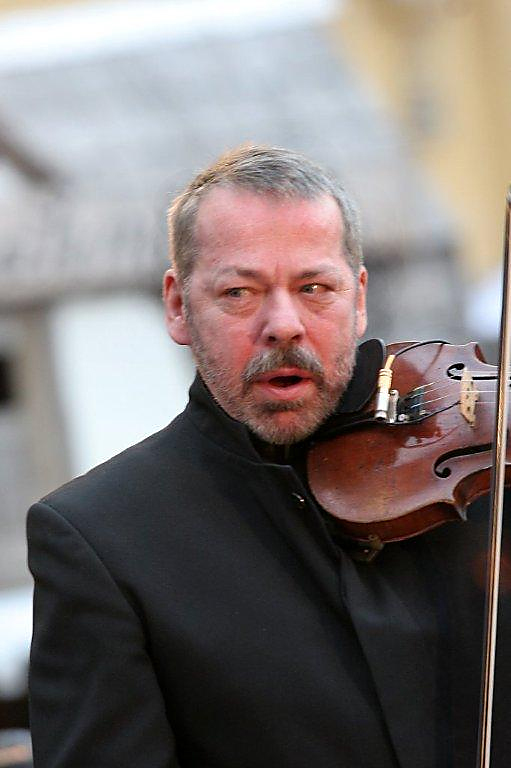
Hannes Beckmann (2012)

Hannes Beckmann (* 24. August 1950 in Bielefeld; † 17. März 2016 in München) war ein deutscher Jazzgeiger, Bandleader und Komponist.

## Leben und Wirken
Seine erste Geige erhielt er mit sechs Jahren vom Urgroßvater. Beckmann studierte nach Unterricht in der Familie Violine am Konservatorium in Düsseldorf, sowie 1970 bis 1974 Komposition und Jura in München. Als 17-jähriger Schlagzeuger nahm er sein erstes eigenes Album auf, entdeckt jedoch bald seine Fähigkeiten als Geiger. Anfangs spielte er mit eigenen Formationen auf öffentlichen Plätzen und in Swingbands der Familien Reinhardt und Weiss, sowie in dem von Peter Michael Hamel mitbegründeten Avantgarde-Ensemble „Between“.
Über das Spiel im Orchester des Ballets Brasiliana kam er in Kontakt mit brasilianischer Musik und den Perkussionisten Charles Campbell, Pery dos Santos und Edir dos Santos. 1972 gründete er mit diesen die afro-brasilianische Jazzband SINTO, die über Jahre ihr Engagement in der Jazzszene von Schwabing innehatte und bis 1985 mehr als 1800 Konzerte in West- und Osteuropa sowie Japan gab. Ab 1981 traten an die Stelle von Bläsern wie Johannes Faber oder Roman Schwaller Vibraphonisten wie Werner Pirchner, Tom van der Geld, Paul van Lier oder Woody Schabata. 1978 spielte Hannes Beckmann mit den Geigern Zipflo Reinhardt und Schmitto Kling das MPS-Album „The Gipsy Jazz Violin Summit“ ein. Anfang der 1980er Jahre trat er auch im Duo mit Pery dos Santos auf sowie mit Baden Powell und mit Attila Zoller. 1985 gründete er das Hannes-Beckmann-Quartett.
Seit 1990 war er als Mitbegründer im Vorstand der Jazzmusiker-Initiative München e. V. (J.I.M.) und beteiligte sich über zehn Jahre hinweg maßgeblich an der Organisation des Jazzfest München, das er 1990 mit begründete. 1990 gründete Hannes Beckmann mit Jörg Widmoser und Mic Oechsner den Münchner Violin Summit; es folgten später weitere Konzerte mit dem Gipsy Jazz Violin Summit (Hannes Beckmann, Zipflo Reinhardt, Zipflo Weinrich und später mit Harri Stojka und Biréli Lagrène). Ab 1992 organisierte Beckmann auch die Jazznächte im Prinzregententheater. 1993 spielte er beim Jazzfest München u. a. mit Philip Catherine, Dusko Goykovich, Jimmy Woode, Alvin Queen, Clark Terry.
In seinen verschiedenen Formationen und Produktionen wirkten neben den Vorgenannten unter anderem mit: die Gitarristen Bireli Lagrene, Nathan Page, Pery dos Santos, die Bläser Steve Gut, Frank St. Peter, Bobby Stern, Bill Saxton, Hermann Breuer, Claus Reichstaller, Harry „Sweets“ Edison, Red Holloway, Johannes Enders, Thomas Zoller, die Sänger Bob Chisolm, Jenny Evans, die Drummer/Percussionisten Imre Köszegi, Dom Um Romao, Harald Rüschenbaum, Edir dos Santos, Charly Antolini, Charles Campbell, Cesar Granados, Ray Mantilla, die Bassisten Michael Blam, Wolfgang Schmid, Rudi Schröder, die Pianisten Edgar Wilson, Larry Porter, Joe Kienemann, Tizian Jost, Konstantin Kostov, Mitglieder des von ihm 2001 an der Münchner Musikhochschule gegründeten Projekts „Jazzimprovisation für Streicher“ u. a. seine jetzigen Assistenten, die Geiger Niki Kampa, Julian Merkle, Zipflo Reinhardt, Zipflo Weinrich, Jörg Widmoser, Sreten Krstic. Ferner war Beckmann an in- und ausländischen Radio- und Fernsehproduktionen beteiligt.

## Kompositionen
Beckmann engagierte sich als Komponist, Interpret und Organisator in der deutschen und europäischen Jazzszene. Er integrierte in seinen Kompositionen ethnische Einflüsse aus Mitteleuropa und dem Balkan, aus Brasilien, Argentinien und der Karibik, aus Arabien und Afrika mit Elementen der Klassik und des Jazz. Er interpretierte seine Kompositionen selbst, und seine Kontakte in der europäischen und internationalen Musikszene ermöglichten es ihm, immer wieder neue Formationen von Solisten zusammenzustellen.
Er entwickelte auch multimediale, das heißt Malerei und Musik verbindende Programme wie Die blaue Krone – Kreuzwegstationen, eine Auftragskomposition der Erzdiözese München-Freising zu den Bildern des Malers Cäsar W. Radetzky und den Meditationen von Abt Odilo Lechner, Die drei Weltreligionen (Uraufführung Jazzfest München 2010) mit Cäsar Radetzky und Niki Kampa oder Zeitgleich (Uraufführung Jazzfest München 1995), eine Multimediaperformance mit dem Künstler Haralampi Oroschakoff.
Durch die „Orientalisierung“ des südlichen Münchener Bahnhofsviertels, in dem er seit seiner Studienzeit wohnte, verstärkte sich sein Interesse an orientalischer Musik, und so entstand sein bisheriges Orchester-Hauptwerk, der ethnisch beeinflusste Zyklus „Canto Migrando für großes ungewöhnlich besetztes Orchester“, gespielt durch das von ihm gegründete und dirigierte "PHILHARMONISCHE-JAZZ-ORCHESTER", das u. a. Jazz-Streicher und eine Horn-Section sowie eine sehr große Percussionsgruppe mit klassischem Schlagwerk, aber auch mit orientalischen und afro-brasilianischen Instrumenten vereinigt. Im Auftrag des Kultusministeriums bereitete er eine Aufführung dieses Projekts mit Profis, Schülern und Studenten für das Kulturprogramm der Fußball-WM 2006 vor, dem weitere große Open Airs folgten (z. B. auf dem eigens für die Münchner 850-Jahr-Feier gesperrten Münchner Stachus). Viele weitere Auftritte mit diesem durch das Bayerische Sozialministerium und den Europäischen Integrationsfonds (EIF) geförderten Projekt folgten.
Im Rahmen seiner Bemühungen um die Integrationspolitik entwickelte er ein Projekt für den Europäischen Sozialfond (ESF), das die berufliche Eingliederung von arbeitslosen Migranten in den Arbeitsmarkt zum Ziel hatte (Schwerpunkt Musikunterricht, Orchester- und Betriebskunde sowie zertifizierter Sprachunterricht).
Seine Komposition Canto Migrando, eine Suite für großes, ungewöhnlich besetztes Orchester, Solisten und Chor, kam regelmäßig unter seiner Leitung live zur Aufführung. Zur 100-Jahr-Feier der Münchner Philharmoniker wurden Sätze des von ihm komponierten Orchesterwerks Europäische Suite aufgeführt.
Außerdem entwickelte Beckmann Kunstkonzepte für die Industrie (z. B. das für Mercedes entwickelte Konzept „Music-Merger“ mit Europäischem Patent) und für Wissenschaftskongresse (Schwerpunkt Medizin „Genuß und Leid“ zusammen mit Molls von der TU München, Medien).
Der millionenfach verkaufte Hit Ich lebe für HipHop, performed 2000 durch DJ Tomekk, ist ein Sample von acht Takten aus Beckmanns Komposition Outra Vez (eingespielt von Hannes Beckmanns Sinto auf dem Album Sonho Negro). Die Urheberschaft Beckmanns und eine entsprechende Beteiligung an den Tantiemen wurde nach einem langjährigen Prozess durch einen protokollierten Vergleich des Landgerichts München im September 2004 festgestellt. Der ebenfalls in hoher Auflage verkaufte Song Mehr der Gruppe Blumentopf verwendet erlaubterweise ebenfalls ein Sample aus Beckmanns Produktion Sonho Negro, diesmal von Vamos par Georgia.

## Lehrtätigkeiten
1995 wurde Beckmann Professor für Jazz-Violine in Belgrad. Seit 2001 hatte er einen Lehrauftrag an der Hochschule für Musik und Theater München, wo er das von ihm konzipierte Projekt „Jazz-Improvisation, Freies Spiel, Ethno-Elemente für Streichinstrumente“ leitete.

## Festivals
Internationale Jazzwoche Burghausen, Jazzfest München, Jazz Ost-West, Frankfurt, Singen, Bachfest Würzburg, Villingen, Vilshofen, Speyer, Donauinselfest Wien, Neuchâtel, Sion, Cully, Bordeaux, Aix-en-Provence, Belgrad, Bratislava, Sapporo, Kyōto, Budapest, Székesfehérvár, Odessa, Shabatz, Tel Aviv, Ashdod, Kempten, Tschirgart Jazzfestival Imst

## Aufnahmen
Beckmann schuf und interpretierte 140 Songs und Instrumentals, darunter auch ernste Musik. Viele Kompositionen und Interpretationen von Werken andere Künstler erschienen bisher in unterschiedlichen Besetzungen auf CD:
- Sinto – Sonho Negro (1978): Hannes Beckmann (Violine), Charles Campbell (Congas), Johannes Faber (Trompete, Flügelhorn, Mellaphon), Anatal Gerasimov (Tenorsaxophon, Flöte), Felicia King (Gesang), Jimmy Polivka (Trompete), Ken Rhodes (Piano), Pery dos Santos (Lead-Gesang, Berimbao, Perkussion), Ken Taylor (Bass), Edir dos Santos (Schlagzeug); Produktion AMAYANA, Trixi-Studio, München; Neuausgabe durch Spinning Wheel Records. Eigenkompositionen von Hannes Beckmann und Pery dos Santos, Arrangements von Hannes Beckmann
- Weitere Alben von Sinto sind: Right on Brother 1972 Am Keyboard sitzt ein heute deutscher Lehrer Peter Holzwig (Aus seiner Biografie "The fellows"), Tango des Friedens 1981, Intercontinental Reflections 1984 Eigenkompositionen von Hannes Beckmann und Pery dos Santos, Arrangements von Hannes Beckmann
- MC Produktion When a Gipsy Meets Brazil zusammen mit Pery dos Santo 1980 Eigenkompositionen von Hannes Beckmann und Pery dos Santos
- The Violin Man (1995): Hannes Beckmann (Violine), Edgar Wilson (Piano), Rudi Schröder (Bass), Alvin Queen (Schlagzeug) (Hannes-Beckmann-Quartett); Produktion: Hannes Beckmann, Trixi-studio. Eigenkompositionen und Arrangements von Hannes Beckmann
- Violin Tales (1999): Hannes Beckmann (Violine), Edgar Wilson (Piano), Michael Blam (Bass), Imre Kőszegi (Schlagzeug); TUTU Records, Starnberg; Produktion: Pasparamas Music. Alle Kompositionen und Arrangements von Hannes Beckmann
- Die Blaue Krone – Kreuzwegstationen (1999): Hannes Beckmann (Violine), Klaus Kreuzeder (Sopransaxophon), Pery dos Santos (Gesang), Tizian Jost (Keyboards), Andy Lutter (Orgel), Michael Blam (Kontrabass), Imre Kőszegi (Schlagzeug); alle Titel komponiert und arrangiert von Hannes Beckmann, mit Ausnahme von Pater Noster – komponiert von Pery dos Santos, arrangiert von Hannes Beckmann; Aufnahme: Bayerischer Rundfunk, 25. März 1999 in der Basilika der Abtei St. Bonifaz (München); Neuauflage 2005
- Canto Migrando (Hochschule für Musik und Theater München, 2007): Hannes Beckmann (Dirigent, Violine), Philharmonisches Jazzorchester und Solisten Niki Kampa (Konzertmeister, Violine), Claus Reichstaller (Trompete), Michael Lutzeier (Baritonsaxophon), Johannes Enders (Tenorsaxophon), Johannes Herrlich (Posaune), Cajus (Blumentopf) (Gesang), Edgar Wilson (Piano), Michael Blam (Bass), Imre Köszegi (Schlagzeug); alle Titel komponiert und arrangiert von Hannes Beckmann mit Ausnahme von Migration Hymne – komponiert von Hannes Beckmann, arrangiert von Niki Kampa; CD-Label: Jaro Medien.
- Der Beckmann/dos Santos-Song Paz e amor von Sonho Negro erschien 2008 als Single Reissue bei Tramp Records auf Vinyl.